# 별순검 2
《조선과학수사대 별순검 시즌 2》는 MBC 드라마넷에서 2008년 10월 4일부터 2008년 12월 6일까지 방영된 드라마로, 대한제국 시기를 배경으로 미스터리와 과학이 만나는 퓨전 추리 과학 사극이다.
현재, MBC ON에서 다시 방송 중이다.

## 등장 인물

### 주요 인물
- 이종혁 : 진무영(28세) 역 (아역 주민수) - 경무청 산하 별순검, 경무관
- 이청아 : 한다경(20세) 역 (아역 윤정은) - 경무청 산하 별순검
- 박광현 : 선우현(25세) 역 - 경무청 산하 별순검
- 박원상 : 지대한(38세) 역 - 경무청 산하 별순검
- 장영남 : 나 검률(35세) 역 - 경무청 산하 별순검, 검률
- 한수연 : 유이(20세) 역 (아역 김민하) - 소유요 운영
- 노영국 : 최은휼(50세) 역 - 경무청 수장 (특별출연)

### 주변 인물
- 전수경(50세) 역 - 선우현의 어머니, 전직 한성 최고 명기, 현재 고급 요리집 운영 (특별출연)
- 장세윤 : 박옥선(30대) 역 - 지대한의 아내
- 정국빈 : 봉 순검(21세) 역
- 김민수 : 라 순검 역
- 최영도 : 용팔이 역
- 아름 : 매화루 기생 역

### 그 외 인물
- 장원영 : 김팔복 역
- 김원해 : 거간꾼 역
- 송지은 : 권영남의 아내 역
- 김희령 : 권영남의 어머니 역
- 손영순 : 권영남의 할머니 역
- 이용이 : 화평댁 역
- 차재돌 : 권영남의 아들 역
- 안홍진 : 김진규 역
- 기연호 : 책방영감 역(별칭:장가 할아버지)=애들을 좋아해서 어린애들을 업어서 자장가를 불러줘서 붙은 별칭
- 이승훈
- 박소연
- 우상진
- 신재도
- 민준현
- 박귀순
- 박장용
- 이명옥
- 이현길
- 용병희
- 김난영 : 말자 엄마 역
- 용석호
- 황춘길
- 김은경
- 전지인 : 말자 역
- 양현준 : 대석 역
- 이지은 : 지대한의 딸 지효선 역
- 전희선 : 지대한의 둘째 딸 역
- 이창 : 나분도 역
- 김바다
- 김선혁
- 김영무
- 김한준
- 손진호
- 이상은
- 이설구
- 이현걸
- 임기홍
- 전헌태
- 정인서
- 조경훈
- 조성희
- 추헌엽

### 특별출연
- 김지완 : 장준경 역 (3회)
- 김홍표 : 권영남 / 권장남 역 - 쌍둥이 형제, 실종 아이의 아버지 (4회)
- 연화보살 (4회)
- 이원재 : (7회), 안씨의 남편 역 (8회)
- 이철민 (7회)
- 이문수 (7회, 20회)
- 장희수 : 강연화의 시어머니 역 (8회)
- 성우진 (9회)
- 최정우 (10회)
- 오윤홍 (11회) : 김창수의 아내 역
- 백찬기 (12회)
- 고명환 (12회)
- 이상인 (15회)
- 박충선 (15회)
- 노형욱 (16회)
- 홍영자 (16회)
- 연제욱 : 박태식 (김이영) 역 (17회)
- 이세나 : 이세나 (미옥) 역 (18회)
- 안내상 (19회)

## 방영 목록
| 2008년 | 2008년    | 2008년             | 2008년               | 2008년 |
| 회차   | 방송 일자 | 부제 (서브 타이틀) | 극본                 | 연출   |
| ------ | --------- | ------------------ | -------------------- | ------ |
| 제1회  | 10월 4일  | 그림자             | 정윤정 황혜령 양진아 | 김병수 |
| 제2회  | 10월 4일  | 불꽃               | 정윤정 황혜령 양진아 | 신승엽 |
| 제3회  | 10월 11일 | 푸른 멍            | 정윤정 황혜령 양진아 | 김병수 |
| 제4회  | 10월 11일 | 비몽               | 정윤정 황혜령 양진아 | 김병수 |
| 제5회  | 10월 18일 | 사라진 가족        | 정윤정 황혜령 양진아 | 신승엽 |
| 제6회  | 10월 18일 | 자장가             | 정윤정 황혜령 양진아 | 김병수 |
| 제7회  | 10월 25일 | 감옥               | 정윤정 황혜령 양진아 | 김병수 |
| 제8회  | 10월 25일 | 심연               | 정윤정 황혜령 양진아 | 김병수 |
| 제9회  | 11월 1일  | 달맞이꽃           | 정윤정 황혜령 양진아 | 신승엽 |
| 제10회 | 11월 1일  | 神, 信             | 정윤정 황혜령 양진아 | 신승엽 |
| 제11회 | 11월 8일  | 아내               | 정윤정 황혜령 양진아 | 김병수 |
| 제12회 | 11월 8일  | 어느날 갑자기      | 정윤정 황혜령 양진아 | 김병수 |
| 제13회 | 11월 15일 | 총성               | 정윤정 황혜령 양진아 | 신승엽 |
| 제14회 | 11월 15일 | 파편               | 정윤정 황혜령 양진아 | 신승엽 |
| 제15회 | 11월 22일 | 제몫               | 정윤정 황혜령 양진아 | 김병수 |
| 제16회 | 11월 22일 | 눈물               | 정윤정 황혜령 양진아 | 김병수 |
| 제17회 | 11월 29일 | 말뚝               | 정윤정 황혜령 양진아 | 신승엽 |
| 제18회 | 11월 29일 | 소리               | 정윤정 황혜령 양진아 | 신승엽 |
| 제19회 | 12월 6일  | 시작               | 정윤정 황혜령 양진아 | 김병수 |
| 제20회 | 12월 6일  | 진실 그리고 기억   | 정윤정 황혜령 양진아 | 김병수 |

## 같이 보기
- 조선 과학수사대 별순검
- 추리다큐 별순검
- 별순검 시즌 1
- 별순검 시즌 3
- 별순검